# Villa de Cos
Villa de Cos è una municipalità dello stato di Zacatecas, nel Messico centrale, il cui capoluogo è la località omonima.
Conta 34.328 abitanti (2010) e ha una estensione di 6.554,04 km².
Il nome della municipalità ricorda José María Cos, eroe della guerra d'indipendenza del Messico.